# Maija Tīruma
Maija Tīruma (ur. 28 listopada 1983 w Rydze) – łotewska saneczkarka, medalistka mistrzostw świata, mistrzyni Europy.
W reprezentacji Łotwy startuje od 2000 roku. Na igrzyskach startowała trzykrotnie, zajmując 18., 17. i 9. miejsce. Na mistrzostwach świata wywalczyła dwa medale, oba w drużynie. W latach 2008-2009 stawała na trzecim miejscu podium. W mistrzostwach Europy w 2008 zdobyła złoto w drużynie. W Pucharze Świata startuje od sezonu 2001/2002. Najlepszym miejscem w klasyfikacji generalnej była ósma pozycja wywalczona w sezonie 2007/2008. Jeden raz stała na podium.
Jej siostra Elīza również jest saneczkarką.

## Osiągnięcia

### Igrzyska olimpijskie
| Rok  | Miejsce        | Jedynki |
| ---- | -------------- | ------- |
| 2002 | Salt Lake City | 18.     |
| 2006 | Turyn          | 17.     |
| 2010 | Vancouver      | 9.      |

### Mistrzostwa świata
| Rok  | Miejsce     | Jedynki | Drużyna mieszana |
| ---- | ----------- | ------- | ---------------- |
| 2003 | Sigulda     | 17.     |                  |
| 2007 | Innsbruck   | 17.     | 6.               |
| 2008 | Oberhof     | 11.     | 3.               |
| 2009 | Lake Placid | 8.      | 3.               |
| 2011 | Cesana      | 19.     |                  |
| 2012 | Altenberg   | 15.     | 7.               |

### Mistrzostwa Europy
| Rok  | Miejsce    | Jedynki | Drużyna mieszana |
| ---- | ---------- | ------- | ---------------- |
| 2006 | Winterberg | 9.      |                  |
| 2008 | Cesana     | 7.      | 1.               |
| 2010 | Sigulda    | 7.      |                  |

### Puchar Świata

#### Miejsca w klasyfikacji generalnej
| Sezon     | Miejsce |
| --------- | ------- |
| 2001/2002 | 44.     |
| 2002/2003 | 33.     |
| 2004/2005 | 27.     |
| 2005/2006 | 21.     |
| 2006/2007 | 14.     |
| 2007/2008 | 8.      |
| 2008/2009 | 14.     |
| 2009/2010 | 12.     |
| 2010/2011 | 13.     |
| 2011/2012 | 29.     |
| 2012/2013 | 26.     |

#### Miejsca na podium chronologicznie
| Nr | Dzień     | Rok  | Miejscowość | 1. Zjazd | Wynik 1. | 2. Zjazd | Wynik 2. | Łączny czas  | Lokata | Strata   | Zwycięzca      | Przypisy |
| -- | --------- | ---- | ----------- | -------- | -------- | -------- | -------- | ------------ | ------ | -------- | -------------- | -------- |
| 1. | 15 lutego | 2008 | Sigulda     | 43.058 s | 2.       | 43.331 s | 9.       | 1:26.389 min | 3.     | +0.354 s | Tatjana Hüfner | -        |